# Liste der Bürgermeister von Bogotá

Stadtwappen

Die Liste der Oberbürgermeister von Bogotá bietet einen Überblick über alle Bürgermeister der kolumbianischen Hauptstadt Bogotá seit 1901.
| Nr. | Amtszeit  | Name                       |
| --- | --------- | -------------------------- |
|     | 1901–1903 | Abraham Aparicio           |
|     | 1903–1904 | Carlos Tavera Navas        |
|     | 1904–1905 | Julio Portocarrero         |
|     | 1905–1908 | Jorge Vélez                |
|     | 1908–1909 | Alvaro Uribe               |
|     | 1909–1910 | Daniel Reyes               |
|     | 1910–1911 | Javier Tobar Ahumada       |
|     | 1911–1912 | Manuel María Mallarino     |
|     | 1913–1914 | Emilio Cuervo Márquez      |
|     | 1914–1917 | Andrés Marroquín Osorio    |
|     | 1917–1917 | Raimundo Rivas Escobar     |
|     | 1917–1918 | Gerardo Arrubla            |
|     | 1918–1920 | Santiago de Castro         |
|     | 1920–1920 | Tadeo de Castro            |
|     | 1920–1920 | Cenón Escobar Padilla      |
|     | 1920–1925 | Ernesto Sanz de Santamaría |
|     | 1925–1925 | Leonidas Ojeda             |
|     | 1925–1926 | José Posada Tavera         |
|     | 1926–1929 | José María Piedrahita      |
|     | 1929–1929 | Luis Borrero Mercado       |
|     | 1929–1929 | Luis Augusto Cuervo        |
|     | 1929–1929 | Alfonso Robledo            |
|     | 1929–1930 | Hernando Carrizosa Pardo   |
|     | 1930–1930 | Luis Carlos Páez           |
|     | 1930–1931 | Enrique Vargas Nariño      |
|     | 1931–1933 | Luis Patiño Galvis         |
|     | 1933–1934 | Alfonso Esguerra           |
|     | 1934–1935 | Julio Pardo Dávila         |
|     | 1935–1935 | Diego Montaña Cuellar      |
|     | 1935–1935 | Jorge Merchán              |
|     | 1935–1936 | Carlos Arango Vélez        |
|     | 1936–1936 | Francisco José Arévalo     |
|     | 1936–1937 | Jorge Eliécer Gaitán       |
|     | 1937–1937 | Francisco José Arévalo     |
|     | 1937–1937 | Gonzalo Restrepo           |
|     | 1937–1938 | Manuel Rueda Vargas        |
|     | 1938–1938 | Francisco Arévalo          |
|     | 1938–1938 | Gustavo Santos             |
|     | 1938–1938 | Francisco Arévalo          |
|     | 1938–1941 | Germán Zea Hernández       |
|     | 1941–1941 | Julio Ortiz Márquez        |
|     | 1941–1942 | Julio Pardo Dávila         |
|     | 1942–1944 | Carlos Sanz de Santamaría  |
|     | 1944–1944 | Jorge Soto del Corral      |
|     | 1944–1945 | Gabriel Paredes            |
|     | 1945–1945 | Juan Pablo Llinás          |
|     | 1945–1946 | Ramón Muñoz Toledo         |
|     | 1946–1947 | Juan Salgar Martín         |
|     | 1947–1947 | Ramón Muñoz Toledo         |
|     | 1947–1947 | Juan Salgar Martín         |
|     | 1947–1948 | Francisco Arévalo          |
|     | 1948–1948 | Manuel de Vengoechea       |
|     | 1948–1948 | Fernando Mazuera Villegas  |
|     | 1948–1948 | Carlos Reyes Posada        |
|     | 1948–1948 | Fernando Mazuera Villegas  |
|     | 1948–1949 | Fernando Mazuera Villegas  |
|     | 1949–1949 | Carlos Reyes Posada        |
|     | 1949–1949 | Gregorio Obregón           |
|     | 1949–1949 | Marco Tulio Amaya          |
|     | 1949–1952 | Santiago Trujillo          |
|     | 1952–1953 | Manuel Briceño Pardo       |
|     | 1953–1953 | José Rodríguez Mantilla    |
|     | 1953–1954 | Julio Cervantes            |
|     | 1954–1955 | Roberto Salazar Gómez      |
|     | 1955–1957 | Andrés Rodríguez Gómez     |
|     | 1957–1958 | Fernando Mazuera Villegas  |
|     | 1958–1961 | Juan Pablo Llinás          |
|     | 1961–1966 | Jorge Gaitán Cortés        |
|     | 1966–1969 | Virgilio Barco Vargas      |
|     | 1969–1970 | Emilio Urrea Delgado       |
|     | 1970–1973 | Carlos Albán Holguín       |
|     | 1973–1974 | Anibal Fernández de Soto   |
|     | 1974–1975 | Alfonso Palacio Rudas      |
|     | 1975–1976 | Luis Prieto Ocampo         |
|     | 1976–1978 | Bernardo Gaitán Mahecha    |
|     | 1978–1982 | Hernando Durán Dussán      |
|     | 1982–1984 | Augusto Ramírez Ocampo     |
|     | 1984–1985 | Hisnardo Ardila Díaz       |
| 239 | 1985–1986 | Diego Pardo Koppel         |
| 240 | 1986–1986 | Rafael de Zubiría          |
| 241 | 1986–1988 | Julio César Sánchez        |
| 243 | 1988–1990 | Andrés Pastrana Arango     |
| 244 | 1990–1992 | Juan Martín Caicedo Ferrer |
| 245 | 1992–1995 | Jaime Castro               |
| 246 | 1995–1996 | Antanas Mockus             |
| 246 | 1997      | Paul Bromberg Zilberstein  |
| 247 | 1997–2000 | Enrique Peñalosa           |
| 248 | 2001–2003 | Antanas Mockus             |
| 249 | 2004–2007 | Luis Eduardo Garzón        |
| 250 | 2008–2011 | Samuel Moreno Rojas        |
| 251 | 2012–2015 | Gustavo Petro              |
| 252 | 2016–2019 | Enrique Peñalosa           |
| 253 | 2020–2023 | Claudia López Hernández    |
| 254 | 2024–     | Carlos Fernando Galán      |